# Gymnaestrada 2007
 (mars 2020).
Si vous disposez d'ouvrages ou d'articles de référence ou si vous connaissez des sites web de qualité traitant du thème abordé ici, merci de compléter l'article en donnant les références utiles à sa vérifiabilité et en les liant à la section « Notes et références ».
La Gymnaestrada 2007, également Weltgymnaestrada 2007 ou officiellement 13e Gymnaestrada mondiale 2007 Dornbirn a eu lieu du 8 juillet au 14 juillet 2007 à Dornbirn dans le Land autrichien Vorarlberg. Environ 22 000 gymnastes actifs de 53 pays et leurs accompagnateurs y ont participé. Cette 13e édition de la Gymnaestrada a été caractérisée par l'intense sympathie de la population et des quelque 4 000 volontaires. 
Depuis l'année 1953, les jeux mondiaux de gymnastique sont organisés tous les quatre ans par la Fédération internationale de gymnastique (FIG) sous le nom de Weltgymnaestrada. Ils n'ont pas de caractère compétitif, mais offrent aux athlètes du monde entier la possibilité de se présenter et leurs compétences au monde pendant la durée d'une semaine. 

## Évènements

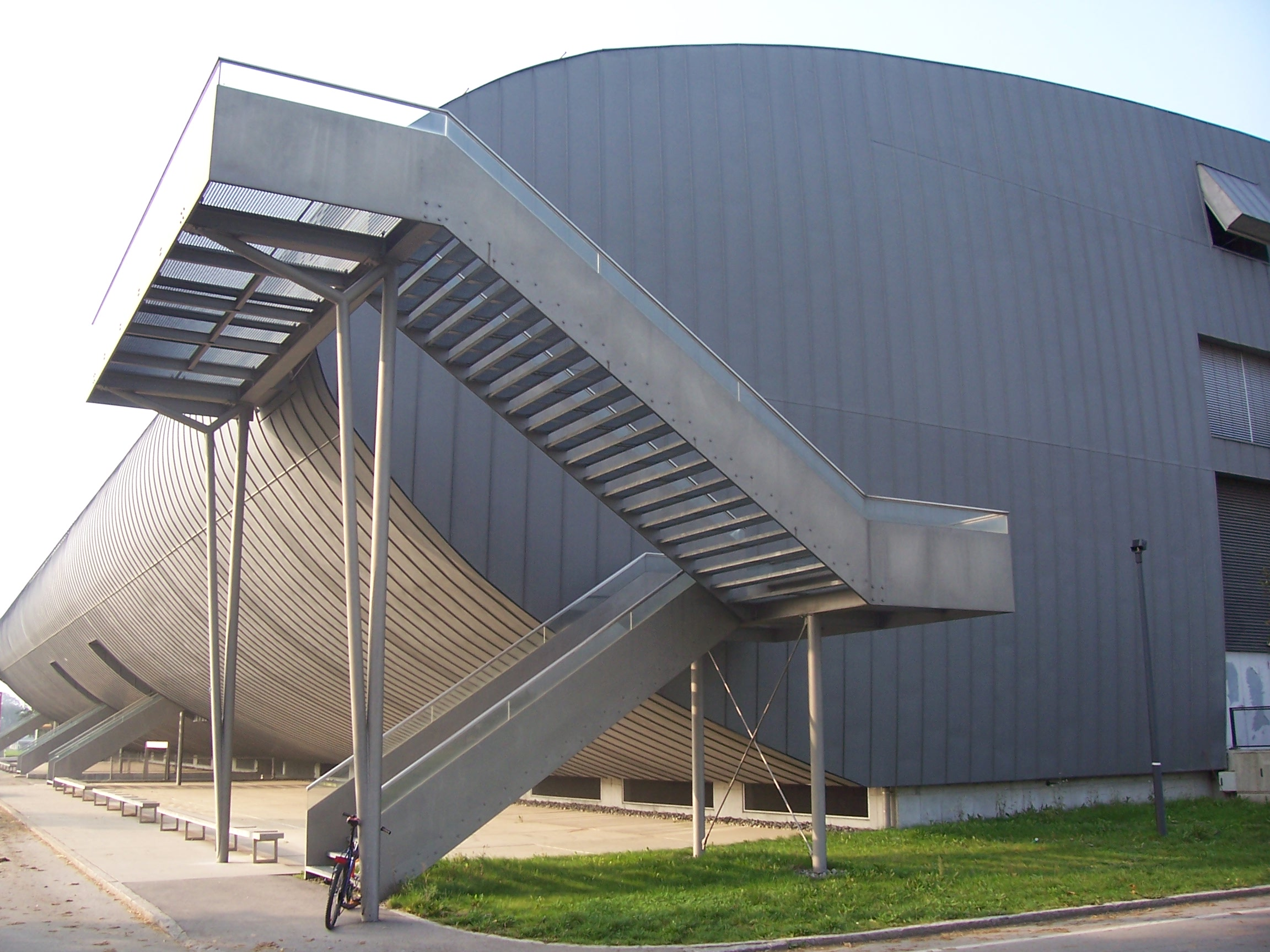
Le stade d'exposition à Dornbirn - lieu des soirées nationales et du gala FIG, les soirées de la World Gymnaestrada 2007.

des démonstrations en salle se déroulent sur cinq jours dans le centre d'exposition de Dornbirn (chacun des 296 groupes de 10 à 30 participants a concouru trois fois sur des jours différents). Le stade Reichshof de Lustenau accueille des manifestations en grand groupe (jusqu'à 1 180 membres) sur deux jours.
L'évènement présente également des soirées nationales et le gala de l'association mondiale de gymnastique FIG (19 spectacles avec démonstrations élaborées de 90 minutes). 
Des démonstrations en ville sur des scènes en plein air à l'extérieur de la salle ont lieu pendant cinq jours (248 groupes avec 488 spectacles sur huit scènes à Höchst, Hard, Bregenz, Wolfurt, Dornbirn, Hohenems, Rankweil et Feldkirch). 
Un forum de formateurs est aussi au programme avec des cours de type atelier combinant la théorie et la pratique (un total de 51 cours de 41 professeurs sur deux jours). 
La cérémonie d'ouverture avec 1 900 gymnastes de la région du Lac de Constance a pour thème « Les quatre éléments ». Celle de clôture est sur le sujet « Les cinq continents. Come together. Be one. » avec la participation de grands groupes des tous les cinq continents.

## Lieux

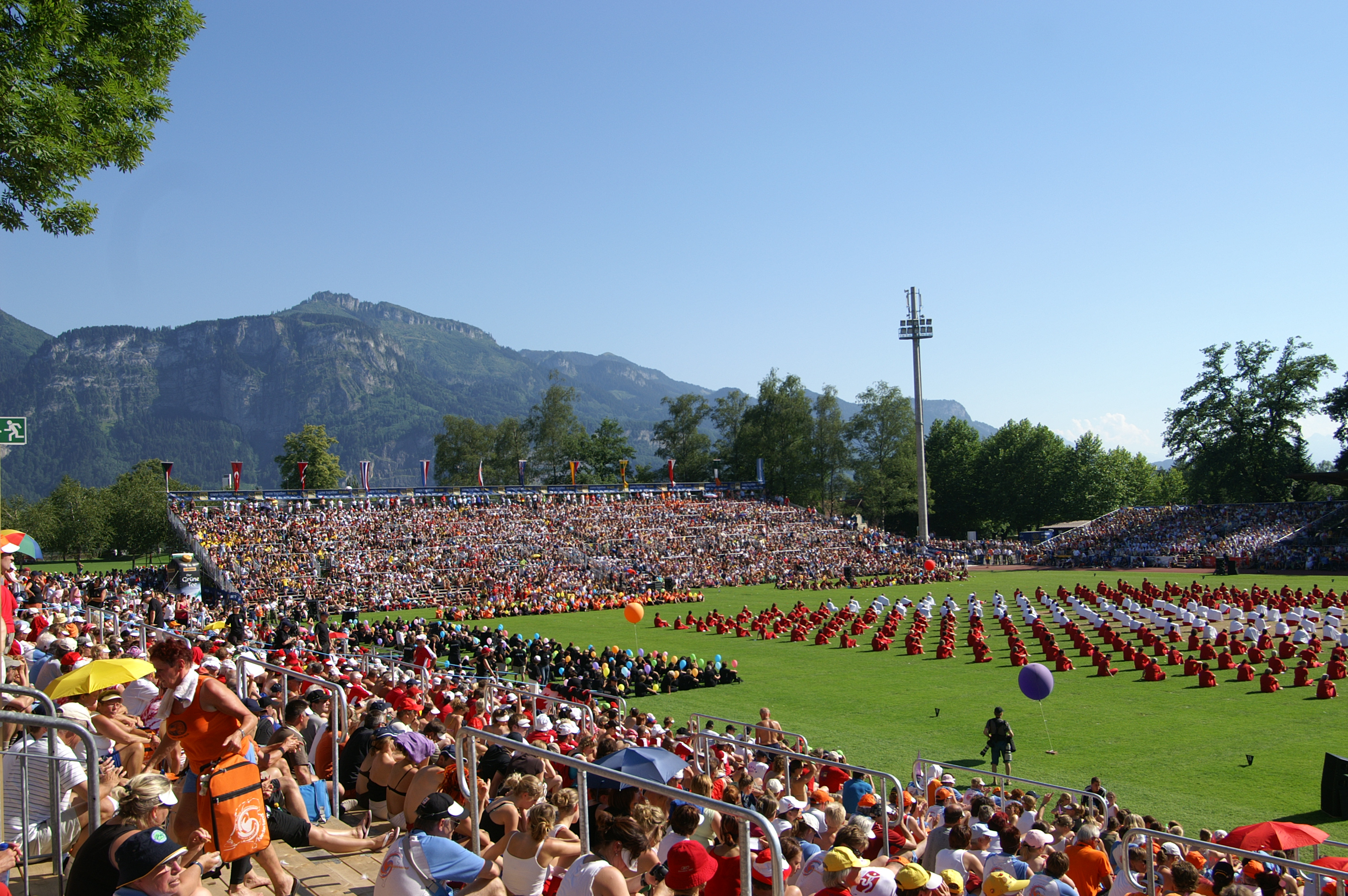
Stade Birkenwiese lors de la cérémonie de clôture de la Gymnaestrada 2007.

Le parc des expositions de Dornbirn et le stade Birkenwiese ont servi de nœuds centraux et de points de rencontre pour la Gymnaestrada mondiale 2007. Les démonstrations en grand groupe ont eu lieu au stade Reichshof à Lustenau.
Environ 350 démonstrations dites « en ville » étaient prévues dans les huit communes de Höchst, Hard, Bregenz, Wolfurt, Dornbirn, Hohenems, Rankweil et Feldkirch. Ils ont été exécutés sur des scènes extérieures et ont pris environ trois à cinq heures par représentation. La cérémonie d'ouverture et l'événement final ont eu lieu au stade Birkenwiese. À cette fin, le stade a été agrandi pour accueillir 30 000 visiteurs grâce à des tribunes mobiles. 

## Villages des nations
Pendant la Gymnaestrada, Dornbirn était le centre d'attention. En outre, les représentants de nombreux pays ont été hébergés dans diverses communautés du Vorarlberg. Les 53 nations étaient réparties sur un total de 23 villages des nations, dans lesquels un total de 4 000 volontaires se sont occupés d'eux. Des festivals culturels étaient prévus dans les communautés d'accueil afin de familiariser les invités avec les us et coutumes locaux et de leur donner l'opportunité de se présenter eux-mêmes et leur pays. Les athlètes et leurs accompagnateurs ont été hébergés dans des hôtels, des écoles et d'autres établissements publics.
Les communautés d'accueil ou villages des nations au Vorarlberg : Lochau, Bregenz, Kennelbach, Hard, Fußach, Höchst, Gaißau, Lauterach, Wolfurt, Schwarzach - Bildstein, Alberschwende, Egg, Andelsbuch, Lustenau, Hohenems, Altach, Maeder, Götzis, Weiler, Klaus, Sulz - Röthis, Rankweil, Feldkirch, Schlins.